# Mastachopardia congoensis
Mastachopardia congoensis är en insektsart som beskrevs av Marius Descamps 1967. Mastachopardia congoensis ingår i släktet Mastachopardia och familjen Euschmidtiidae. Inga underarter finns listade i Catalogue of Life.